# Survivor Series: WarGames (2022)
Survivor Series: WarGames (2022) – gala wrestlingu wyprodukowana przez federację WWE dla zawodników z brandów Raw i SmackDown. Odbyła się 26 listopada 2022 w TD Garden w Bostonie w stanie Massachusetts. Emisja była przeprowadzana na żywo za pośrednictwem serwisu strumieniowego Peacock w Stanach Zjednoczonych i WWE Network na całym świecie oraz w systemie pay-per-view. Była to trzydziesta szósta gala w chronologii cyklu Survivor Series.
W przeciwieństwie do poprzednich gal Survivor Series, tematem gali 2022 był WarGames match, walka gimmickowa użyta po raz pierwszy w Jim Crockett Promotions, a następnie w World Championship Wrestling. W latach 2017–2021 był używany przez brand rozwojowy WWE, NXT, i odbywał się na corocznej gali WarGames. Survivor Series został z kolei nazwany „Survivor Series: WarGames”, co oznacza pierwszą główną galę WWE, na której odbędzie się WarGames, a także zakończenie serii gal WarGames dla NXT.
Na gali odbyło się pięć walk, z których dwie były WarGames matchami. W walce wieczoru, The Bloodline (Roman Reigns, Solo Sikoa, Sami Zayn i The Usos (Jey Uso i Jimmy Uso)) (z Paulem Heymanem) pokonali Team Brawling Brutes (Sheamusa, Ridge’a Hollanda i Butcha, Drew McIntyre’a i Kevina Owensa) w męskim WarGames matchu, zaś w żeńskim WarGames matchu, Team Belair (Bianca Belair, Asuka, Alexa Bliss, Mia Yim i Becky Lynch) pokonały Team Damage CTRL (Bayley, Dakotę Kai i Iyo Sky, Nikki Cross i Rheę Ripley).

## Produkcja i rywalizacje
Survivor Series: WarGames oferowało walki profesjonalnego wrestlingu z udziałem wrestlerów należących do brandów Raw i SmackDown. Wyreżyserowane rywalizacje (storyline’y) były kreowane podczas cotygodniowych gal Raw i SmackDown. Wrestlerzy są przedstawieni jako heele (negatywni, źli zawodnicy i najczęściej wrogowie publiki) i face’owie (pozytywni, dobrzy i najczęściej ulubieńcy publiki), którzy rywalizują pomiędzy sobą w seriach walk mających budować napięcie. Kulminacją rywalizacji jest walka wrestlerska lub ich seria.
19 września 2022, dyrektor WWE Triple H ogłosił, że gala w 2022 będzie obejmować dwa WarGames matche, po jednym dla mężczyzn i kobiet, które nie będą oparte na koncepcji „brand kontra brand”. To pierwszy raz, kiedy na głównej gali WWE pojawi się WarGames match. Gala w 2022 została z kolei przemianowana na Survivor Series: WarGames. Brand NXT wcześniej organizował coroczne wydarzenie WarGames w latach 2017–2021. Wraz z przejściem walki WarGames do głównego rosteru na Survivor Series, zakończyło to wydarzenie NXT WarGames, które zostało zastąpione przez Deadline.
W wywiadzie dla The Ringer na temat WarGames na Survivor Series, Triple H stwierdził:
„Tradycja Survivor Series odpływa i odpływa, i zmienia się nieco z biegiem czasu, ale to będzie podobne do tego. To nie będzie Raw kontra SmackDown. Będzie o wiele bardziej oparte na fabule. Nadal patrzę na to jako na tradycyjny element Survivor Series, ponieważ są tam rywalizujące duże zespoły ludzi. Po prostu podnieśliśmy nieco stawkę na WarGames i sprawiliśmy, że ewoluowała. Survivor Series od 36 lat jest niesamowitym wydarzeniem. I musi trochę ewoluować, a ten rok wydawał się na to odpowiednim momentem”.

### Żeński WarGames match
Po tym, jak Bianca Belair zachowała Raw Women’s Championship przeciwko Becky Lynch na SummerSlam, skonfrontowała się z powracającą Bayley, której towarzyszyli Dakota Kai i Iyo Sky, z Lynch stojącą razem z Belair. Trio nazwało się Damage CTRL. Na Clash at the Castle, Damage CTRL pokonał drużynę Belair, Alexę Bliss i Asukę w Six-woman Tag Team matchu. Podczas gdy Belair i Bayley feudowali o Raw Women’s Championship, Bliss i Asuka feudowali z Kai i Sky o WWE Women’s Tag Team Championship. Belair zachowała swój tytuł przeciwko Bayley na Extreme Rules w Ladder matchu, podczas gdy Bliss i Asuka zdobyły tytuły tag team od Kai i Sky 31 października na odcinku Raw. Na Crown Jewel, Kai i Sky pokonały Bliss i Asukę, aby odzyskać Women’s Tag Team Championship dzięki Nikki Cross która zaatakowała Bliss, a później tej samej nocy, Belair obroniła swój tytuł po raz kolejny przeciwko Bayley w Last Woman Standing matchu. W następnym odcinku Raw, Belair, Bliss i Asuka oświadczyły, że ich wojna z Damage CTRL jeszcze się nie skończyła i wyzwały je na WarGames match na Survivor Series: WarGames, które zostało zaakceptowane. Damage CTRL następnie zwerbowały Cross do swojej drużyny z jednym miejscem do wypełnienia, podczas gdy drużyna Belair ma dwa miejsca do wypełnienia. W następnym tygodniu Mia Yim, która wróciła do WWE tydzień wcześniej, dołączyła do zespołu Belair, podczas gdy Rhea Ripley dołączyła do zespołu Bayley, pozostawiając jedno miejsce w zespole Belair do obsadzenia. 21 listopada na odcinku Raw, Ripley pokonała Asukę, dając drużynie Bayley przewagę w WarGames matchu, a w piątkowym odcinku SmackDown, powracająca Lynch została ujawniona jako piąta członkini zespołu Belair.

### Męski WarGames match
W połowie października, The Brawling Brutes (Sheamus, Ridge Holland i Butch) rozpoczęli feud z członkami The Bloodline (The Usos (Jey Uso i Jimmy Uso), Solo Sikoa i Sami Zayn), a The Bloodline skontuzjowali Sheamusa. Następnie Holland i Butch otrzymali walkę przeciwko The Usos o Undisputed WWE Tag Team Championship na Crown Jewel, którą nie udało się im wygrać. W następnym odcinku SmackDown, The Brawling Brutes z wyleczonym Sheamusem bili się z The Bloodline, w tym ich liderem, Undisputed WWE Universal Championem Romanem Reignsem, z Drew McIntyre’em dołączającym do brawlu, stając po stronie The Brawling Brutes. W następnym tygodniu potwierdzono, że The Brawling Brutes zmierzy się z The Bloodline w WarGames matchu na Survivor Series: WarGames i pomimo wcześniejszych problemów McIntyre’a z Sheamusem, miał większe problemy z The Bloodline sięgające czasów jego walki o mistrzostwo przeciwko Reignsowi na Clash at the Castle, a tym samym dołączył do sojuszu z The Brawling Brutes. Później tej nocy, gdy obie drużyny walczyły, Kevin Owens ujawnił się jako piąty członek zespołu Sheamusa, a Owens również miał przeszłość z Reignsem. 25 listopada na odcinku SmackDown, McIntyre i Sheamus pokonali The Usos, aby uzyskać przewagę dla swojej drużyny w WarGames matchu.

### Ronda Rousey vs. Shotzi
11 listopada na odcinku SmackDown, Shotzi pokonała Lacey Evans, Liv Morgan, Raquel Rodriguez, Sonyę Deville i Xię Li w Six-Pack Challenge’u, zdobywając walkę przeciwko Rondzie Rousey o SmackDown Women’s Championship na Survivor Series: WarGames.

### AJ Styles vs. Finn Bálor
Na początku października, The O.C. (AJ Styles, Luke Gallows i Karl Anderson) rozpoczęli rywalizację z The Judgement Day (Finn Bálor, Damian Priest, Dominik Mysterio i Rhea Ripley). The O.C. zawsze byli w niekorzystnej sytuacji z powodu Ripley, która kosztowała The O.C. ich Six-man Tag Team match przeciwko Judgement Day na Crown Jewel. 7 listopada na Raw, The O.C. (AJ Styles, Luke Gallows i Karl Anderson) skonfrontowali się z The Judgment Day (Finn Bálor, Damian Priest, Dominik Mysterio i Rhea Ripley) i ta ostatnia została zaatakowana przez powracającą Mię Yim, a później cała ósemka miała brawl, gdzie Yim atakowała Ripley za pomocą kija do kendo, a Styles w ringu wykonał Styles Clash na Bálorze. W następnym tygodniu, ogłoszono pojedynek pomiędzy Stylesem a Bálorem na Survivor Series: WarGames, z ich odpowiednimi członkami stajni w ich narożnikach.

### Seth „Freakin” Rollins vs. Bobby Lashley vs. Austin Theory
7 listopada na odcinku Raw Seth „Freakin” Rollins rzucił otwarte wyzwanie o United States Championship, na które odpowiedział Bobby Lashley, od którego Rollins kontrowersyjnie zdobył tytuł kilka tygodni wcześniej. Walka jednak nigdy się nie rozpoczęła, ponieważ Lashley zamiast tego zaatakował Rollinsa, zanim walka mogła się rozpocząć. Po pobiciu, Austin Theory wybiegł i wykorzystał swój kontrakt Money in the Bank na osłabionym Rollinsie; jednak Rollins zachował tytuł dzięki ingerencji Lashleya. W następnym tygodniu, Lashley powiedział, że będzie nadal celował w Rollinsa, dopóki nie odzyska mistrzostwa, a później tej nocy Theory zaatakował Rollinsa. 21 listopada ogłoszono, że Rollins będzie bronił United States Championship przeciwko Lashleyowi i Theory’emu w Triple Threat matchu na Survivor Series: WarGames.

## Gala
| Rola:                           | Osoba:                                          |
| ------------------------------- | ----------------------------------------------- |
| Komentatorzy angielskojęzyczni  | Michael Cole                                    |
| Komentatorzy angielskojęzyczni  | Corey Graves                                    |
| Komentatorzy hiszpańskojęzyczni | Marcelo Rodriguez                               |
| Komentatorzy hiszpańskojęzyczni | Jerry Soto                                      |
| Spikerzy                        | Mike Rome (Raw)                                 |
| Spikerzy                        | Samantha Irvin (SmackDown/Męski WarGames match) |
| Spikerzy                        | Alicia Taylor (Zeński WarGames match)           |
| Sędziowie                       | Danilo Anfibio                                  |
| Sędziowie                       | Jason Ayers                                     |
| Sędziowie                       | Dan Engler                                      |
| Sędziowie                       | Daphanie LaShaunn                               |
| Sędziowie                       | Eddie Orengo                                    |
| Sędziowie                       | Chad Patton                                     |
| Sędziowie                       | Ryan Tran                                       |
| Ankieter                        | Megan Morant                                    |
| Panel Pre-show                  | Kayla Braxton                                   |
| Panel Pre-show                  | Kevin Patrick                                   |
| Panel Pre-show                  | Peter Rosenberg                                 |
| Panel Pre-show                  | Booker T                                        |
| Panel Pre-show                  | Jerry Lawler                                    |

### Główne show
Pay-per-view rozpoczęło się WarGames matchem kobiet, w którym Drużyna Belair (Bianca Belair, Alexa Bliss, Asuka, Mia Yim i Becky Lynch) zmierzyły się z Drużyną Damage CTRL (Bayley, Dakotę Kai i Iyo Sky, Nikki Cross i Rhea Ripley). Belair i Kai rozpoczęły walki. Ze względu na to, że Drużyna Bayley zdobyła przewagę na WarGames w poprzednim odcinku Raw, Sky weszła jako następna. Sky i Kai następnie zdominowały Belair. Asuka weszła jako następna i patrzyły się na siebie ze Sky. Obie walczyły przez chwilę, a Asuka zdobyła przewagę nad Sky. Belair rzuciła Kai w stalową ścianę klatki, a Asuka wykonała na Sky Middle Dropkick. Cross weszła jako następna, jednak zamiast wejść do klatki, Cross wrzuciła do ringu sześć kijów do kendo i cztery pokrywy koszy na śmieci. Cross zaatakowała Belair pokrywą kosza na śmieci i wykonała Torando DDT na Belair oraz crossbody na Asuce. Bliss weszła jako następna. Kiedy Cross próbowała zaatakować Bliss pokrywą kosza na śmieci, Bliss zaatakowała Cross. Cross, która siedziała na szczycie klatki, wykonała Cross Body z klatki na pozostałe zawodniczki. Bayley weszła jako następna, wyjęła spod ringu dwie drabiny i stół i weszła do klatki. Kai, Sky i Bayley ustawiły następnie stół pomiędzy dwoma ringami i zaatakowały nim Belair. Jako następna weszła Yim, wzięła trzy kosze na śmieci i weszła na ring. Następnie Yim obaliła do ziemi Kai i Sky koszami na śmieci. Jako następna weszła Ripley, a potem Lynch. Po oficjalnym rozpoczęciu WarGames, Lynch wykonała Diving Lep Drop na Sky, która utknęła w koszu na śmieci. Ripley wykonała Riptide na Lynch, na nearfall. Asuka splunęła zieloną mgłą w twarz Ripley. Bayley wykonała Rose Plant na Lynch w metalową płytkę łączącą dwa ringi. Sky wykonała Moonsault z górnej części klatki na wszystkich. W końcówce, Belair wykonała K.O.D. na Bayley do klatki, gdy Lynch wykonała Double Diving Lep Drop na Kai i Sky przez stół i przypięła Kai, aby wygrać walkę dla Drużyny Belair.
W segmencie za kulisami, Jey Uso, który nigdy nie ufał ani nie lubił Samiego Zayna, rozmawiał z Romanem Reignsem na temat lojalności Zayna wobec The Bloodline, podczas gdy Jey nad głową Zayna rozmawiał z Kevinem Owensem na SmackDown poprzedniej nocy, a Owens mówił Zaynowi, żeby obrócił się przeciwko The Bloodline, a Zayn okłamał Jeya w sprawie spotkania. Reigns powiedział, że sobie z tym poradzi i kazał Paulowi Heymanowi zadzwonić do Zayna, aby się z nim spotkał.
W drugiej walce, AJ Styles (w towarzystwie The OC (Luke’a Gallowsa, Karla Andersona)) zmierzył się z Finnem Bálorem (w towarzystwie The Judgement Day (Damiana Priesta, Dominika Mysterio)). Czwórka przy ringu wdarła się w tłum i nie widziano jej przez resztę walki. Bálor próbował wykonać Styles Clash na Stylesie, ale nie powiodło się. Bálor spudłował wykonanie Coupe De Grâce i zranił się w nogę. Styles założył dźwignię Calf Crusher, ale Bálor chwycił głowę Stylesa i uderzył nią o matę. W końcowych momentach, Styles wykonał Phenomenal Forarm na Bálora, aby wygrać walkę.
Następnie, Ronda Rousey (w towarzystwie Shayny Baszler) broniła mistrzostwo kobiet SmackDown przeciwko Shotzi. Baszler kilka razy próbowała się zaangażować w walkę, ale bezskutecznie. Shotzi wykonała Crossbody na Rousey i Baszler na trybunach. Po powrocie na ring ,Rousey wykonała Piper's Pit na Shotzi, a następnie zmusiła ją do poddania się po założeniu dźwigni Armbar, aby zachować tytuł.
W innym segmencie za kulisami, Sami Zayn spotkał się z Romanem Reignsem, który zapytał, dlaczego Zayn okłamał Jeya Uso w sprawie rozmowy z Kevinem Owensem. Zayn powiedział, że jest lojalny wobec The Bloodline i że skłamał, aby Jey mógł skupić się na swoim pojedynku na SmackDown tamtej nocy. Reigns najwyraźniej zaakceptował fakt, że Zayn mówi prawdę.
W przedostatniej walce, Seth „Freakin” Rollins bronił mistrzostwo Stanów Zjednoczonych przeciwko Bobby’emu Lashleyowi i Austinowi Theory’emu w Triple Threat matchu. W kulminacyjnym momencie, Lashley założył jednocześnie dźwignię Hurt Lock na Rollinsie i Theorym, ale obaj uciekli. Lashley próbował użyć Spear, ale Theory przeskoczył Lashleya. Rollins użył powalonego Theory’ego, aby wykonać Curb Stomp na Lashleyu. Gdy Rollins próbował wykonać Falcon Arrow w Theorym, Lashley uderzył Rollinsa Spearem, po czym Theory upadł na Rollinsa przypinając go, aby zdobyć tytuł po raz drugi.

### Walka wieczoru
Walką wieczoru był męski WarGames match, w którym The Bloodline (Roman Reigns, The Usos (Jey Uso i Jimmy Uso), Solo Sikoa i Sami Zayn) (w towarzystwie Paula Heymana) zmierzyli się z Drużyną Brawling Brutes (Sheamus, Ridge Holland i Butch, Drew McIntyre i Kevin Owens). Butch i Jey rozpoczęli walki. Brutes mieli przewagę na WarGames, gdy Holland wszedł jako następny. Gdy Jimmy próbował wejść, Reigns zatrzymał go i wybrał Zayna, aby wszedł zamiast tego, aby sprawdzić jego lojalność wobec Bloodline. Pozostała część wejść to byli McIntyre, Jimmy, Owens, Sikoa, Sheamus i wreszcie Reigns. Wszyscy z The Brutes wykonało na The Bloodline 10 Beats of the Bodhran. Gdy Sheamus wykonał Brogue Kick, Reigns uderzył Shemausa Spearem, ale Butch przerwał przypięcie. Jey chybił wykonując na Butchu Superkicka i zamiast tego przypadkowo uderzył Zayna. Usos wykonali 1D z górnej liny na Butchu, ale Holland przerwał przypięcie. Reigns przebił Hollandem przez zastawiony w kącie stół za pomocą Speara. Sikoa umieścił McIntyre’a w stole po wykonaniu Uranage. W kulminacyjnym momencie, Owens uderzył Pop-Up Powerbomb i Stunner na Reignsie, ale Zayn powstrzymał sędziego przed policzeniem do trzech. Skonfliktowany Zayn następnie zadał Owensowi low blow, po czym wykonał Helluva Kick, po czym złapał Owensa i rzucił go na matę. Następnie Zayn pozwolił Jeyowi uderzyć Uso Splash na Owensie, aby wygrać walkę dla The Bloodline. Jey w końcu zaakceptował Zayna jako część The Bloodline, a zespół świętował, gdy Reigns wyglądał na zadowolonego z działań Zayna.

## Wyniki walk
| Nr                                 | Wyniki | Stypulacje                                           | Czas  |
| ---------------------------------- | --- | ---------------------------------------------------- | ----- |
| 1                                  | Team Belair (Bianca Belair, Asuka, Alexa Bliss, Mia Yim i Becky Lynch) pokonały Team Damage CTRL (Bayley, Dakotę Kai i Iyo Sky, Nikki Cross i Rheę Ripley) poprzez pinfall                                                   | Żeński WarGames match                                | 39:40 |
| 2                                  | AJ Styles (z The O.C. (Lukiem Gallowsem, Karlem Andersonem)) pokonał Finna Bálora (z The Judgment Day (Damianem Priestem, Dominikiem Mysterio)) poprzez pinfall                                                              | Singles match                                        | 18:25 |
| 3                                  | Ronda Rousey (c) (z Shayną Baszler) pokonała Shotzi poprzez submission | Singles match o WWE SmackDown Women’s Championship   | 7:15  |
| 4                                  | Austin Theory pokonał Setha „Freakin” Rollinsa (c) i Bobby’ego Lashleya poprzez pinfall | Triple Threat match o WWE United States Championship | 14:50 |
| 5                                  | The Bloodline (Roman Reigns, Solo Sikoa, Sami Zayn i The Usos (Jey Uso i Jimmy Uso)) (z Paulem Heymanem) pokonali Team Brawling Brutes (Sheamusa, Ridge’a Hollanda, Butcha, Drew McIntyre’a i Kevina Owensa) poprzez pinfall | Męski WarGames match                                 | 38:30 |
| (c) – mistrz/mistrzyni przed walką | |                                                      |       |

## Wydarzenia po gali

### Raw
Na najbliższym Raw, Kevin Owens skonfrontował się z The Bloodline (Solo Sikoa, Sami Zayn i The Usos (Jey Uso i Jimmy Uso)) i wyzwał Jeya na walkę na tym odcinku, a Jey zaakceptował wyzwanie. W walce, po prawie 22 minutach starcia, Owens pokonał Jeya. Na Raw w następnym tygodniu, Usosi początkowo mieli bronić niekwestionowanego mistrzostwa WWE Tag Team przeciwko Mattowi Riddle’owi i Eliasowi, ale The Bloodline zaatakowało Eliasa, uniemożliwiając mu uczestniczenie w walce, zamian po stronie Riddle’a zawalczył Kevin Owens, a walka zakończyła się zwycięstwem The Usos, ale po walce wybuchła bójka pomiędzy Riddle’em, Owensem i The Bloodline, która zakończyła się, gdy Owens uciekł od The Usos i Zayna. Jednak Sikoa zaatakował Riddle’a, co zakończyło się, gdy Sikoa umieścił krzesło wokół gardła Riddle’a przed wykonaniem Hip Smash z rozbiegu. W następnym tygodniu, Elias zmierzył się z Sikoą, gdzie w ponad 8 minut zwyciężył członek The Bloodline. W następnym tygodniu, Kevin Owens wraz z Sethem „Freakin” Rollinsem pokonali The Usos w starciu tag teamowym. Dwa tygodnie później, The Bloodline zmowu „rozpędzili piekło” w ringsidzie, a naprzeciwko nim wyszedł Kevin Owens i doszło do brawlu, który zakończył się ucieczką Bloodline z powodu interwencji niektórych wrestlerów brandu Raw, a za karę WWE Official Adam Pearce ogłosił, że The Bloodline zawalczą na tej tygodniówce. Na tej tygodniówce, Solo Sikoa zmierzył się z Eliasem w Music City Street Fightcie, który wygrał Sikoa, a pozostali członkowie Bloodline pokonali Owensa i The Street Profits (Montez Ford i Angelo Dawkins). W następnym tygodniu, The Bloodline zaatakowało Owensa po jego walce z Baronem Corbinem, a Pearce na zapleczu ogłosił, że Sikoa zmierzy się z Dolphem Zigglerem, a bracia Usos będą bronili mistrzostwo Tag Team Raw z zwycięzcami Tag Team Turmoil matchu. Walkę Sikoa vs. Ziggler wygrał Sikoa w mniej niż 11 minut, a Tag Team Turmoil match wygrali członkowie The Judgment Day (Dominik Mysterio i Damian Priest (początkowo w walce walczył Finn Bálor, jednak w trakcie walki doznał kontuzji (kayfabe) i został zastąpiony przez Mysterio)), pokonując The O.C. (Luke Gallows i Karl Anderson), Cedrica Alexandera i Sheltona Benjamina, Alpha Academy (Chad Gable i Otis) oraz The Street Profits (Montez Ford i Angelo Dawkins). 23 stycznia na specjalnym odcinku Raw is XXX, doszło do sądu Samiego Zayna, który dzięki Jeyowi Uso został osądzony niewinnym i pozostał w The Bloodline, a następnie Zayn zastąpił Jimmy’ego Uso w walce z The Judgment Day, gdzie razem z Jeyem obronili mistrzostwo Tag Team Raw.
W następnym odcinku Raw, Damage CTRL (Bayley, Dakota Kai i Iyo Sky) skonfrontowały się z Becky Lynch, a pomiędzy paniami wywiązał się brawl, który zakończył się rozdzieleniem tej czwórki od siebie. W następnym tygodniu, odbyły się dwa Triple Threat matche kwalifikujące do walki o miano pretendentki do mistrzostwa kobiet Raw, które jest w posiadaniu Bianci Belair. W pierwszym starciu, Bayley pokonała Asukę i Rheę Ripley, a po walce, Ripley zaatakowała Asukę, wykonując na niej swój finisher Riptide, a w drugiej walce wygrała Alexa Bliss pokonując Becky Lynch i Nikki Cross, po interwencji Dakoty Kai i Iyo Sky, które zaatakowały Lynch w trakcie walki. W następnym tygodniu, odbyła się walka o miano pretendentki do mistrzostwa kobiet Raw, gdzie Bliss pokonała Bayley, a po walce Belair chciała podać ręke Bliss, jednak ta chciała, aby się przytuliły, gdy to zrobiły, na TitanTronie pojawiło się logo Braya Wyatta i Alexa była w pozycji do wykonania Sister Abigail na Belair, jednak tego nie zrobiła. W następnym tygodniu, Bianca Belair i Alexa Bliss udzieliły wywiadu na zapleczu, gdzie na końcu segmentu, Bliss wzięła wazon z kwiatami i uderzyła nim Belair w tył głowy. Dwa tygodnie później, poszło do walki, gdzie Bliss była rozpraszana przez zamaskowane osoby i logo Wyatta które pojawiło się na TitanTronie, po czym Bliss zaatakowała sędziego, co doprowadziło do wygranej Belair przez dyskwalifikację i obrony tytułu, a następnie zaatakowała Belair, na końcu wykonując dwa DDT na stalowe schody. W następnym tygodniu, Bliss w swoim promo wyjaśniała, co się stało w zeszłym tygodniu, po czym przerwał jej Uncle Howdy filmikiem na TitanTronie i wejściem na arenę, gdzie Bliss wyglądała na rozzłoszczoną. W następnym tygodniu, Bliss zaczęła wspominać o Royal Rumble, a Belair jej przerwała, mówiąc, czy naprawdę chce walczyć w Royal Rumble matchu i zapytała, czy bardziej nie chce walczyć o mistrzostwo kobiet Raw i Bliss zaakceptowała wyzwanie Belair na walkę o tytuł na Royal Rumble.
Także na Raw, członkini The Judgment Day Rhea Ripley walczyła z członkinią The O.C. Mią Yim, a walka zakończyła się bez rezultatu po interwencji obu stajni, a po tym obie stajnie zmierzyły się ze sobą w Eight-person Mixed Tag Team matchu, z którego zwycięsko wyszli Judgment Day.
Także na najbliższym Raw, mistrz Stanów Zjednoczonych Austin Theory wygłaszał promo, w trakcie którego przerwał mu Seth „Freakin” Rollins, który pogratulował Theory’emu zdobycia tytułu i wyzwał go na rewanż o tytuł, ale Theory odmówił, twierdząc, że będzie walczył w swoim czasie. W następnym tygodniu, Bobby Lashley skonfrontował się z Rollinsem, a pomiędzy nimi wywiązał się brawl, który zakończył się wykonaniem przez Lashleya Speara na Peteyu Williamsie. Na tym samym odcinku, Theory bronił mistrzostwa U.S. przeciwko Mustafie Alim, a walka zakończyła się zwycięstwem mistrza przez dyskwalifikację, po tym jak Theory’ego zaatakował Dolph Ziggler. W następnym tygodniu, Rollins zmierzył się z Lashleyem o miano pretendenta do mistrzostwa Stanów Zjednoczonych, gdzie walkę wygrał Rollins, a po walce Lashley był wściekły na sędziego, że nie liczył przypięcia od razu i rzucił go w narożnik, a po tym przyszedł drugi sędzia, któremu Lashley uderzył z łokcia, po czym przyszedł WWE Official Adam Pearce, którego Lashley odepchnął, po czym Pearce zwolnił Lashleya (kayfabe). Następnego dnia Pearce na swoim Twitterze wydał oświadczenie, w którym powiedział, że Lashley nie jest zwolniony. Dwa tygodnie później, poszło do walki, którą wygrał Theory broniąc tytuł, mając przewagę, że Rollins w trakcie walki doznał kontuzji (kayfabe). W następnym tygodniu, Theory wygłosił promo, a po czym przerwał mu Rollins, gdzie obaj ogłosili, że będą członkami Royal Rumble matchu na Royal Rumble, a następnie powrócił Lashley i zaatakował tę dwójkę, także ogłaszając członkostwo w Royal Rumble matchu. 23 stycznia specjalnym odcinku Raw is XXX, Theory obronił mistrzostwo Stanów Zjednoczonych przeciwko Lashleyowi w No Disqualification matchu po interwencji powracającego Brocka Lesnara, który wykonał F5 na Lashleyu, a następnie kolejne F5 na Theorym który wylądował na Lashleyu pozwalając odliczyć pin.

### SmackDown
Na najbliższym SmackDown, tym razem promo The Bloodline przerwali The Brawling Brutes (Sheamus, Ridge Holland i Butch), a Sheamus zmierzył się z Zaynem i dzięki Jeyowi który wykonał Superkick na Sheamusie, Zayn wygrał starcie. Na SmackDown w następnym tygodniu, The Usos znowu w tym tygodniu obronili niekwestionowane mistrzostwo WWE Tag Team, tym razem przeciwko Sheamusowi i Butchowi (początkowo zamiast Butcha miał walczyć Drew McIntyre, ale doznał pekniętego bębenka usznego (wraz z Romanem Reignsem) i nie był zdolny do walki). W następnym tygodniu, The Bloodline w całym składzie pojawiło się i Roman Reigns powiedział, że mają problem z Kevinem Owensem i powiedział, że ma rozwiązanie tego problemu i ogłosił, że za dwa tygodnie obędzie się Tag Team match pomiędzy nim i Zaynem, a Owensem i jego partnerem, po czym na TitanTronie pojawił się John Cena, który od 2002 roku stoczył chociaż jedną walkę w WWE i powiedział, że będzie partnerem Tag Teamowym Owensa. W następnym tygodniu, The Usos bronili niekwestionowane mistrzostwo WWE Tag Team przeciwko Hit Row (Ashante „Thee” Adonis i Top Dolla), gdzie po lekko mniej niż 10 minutach wygrali Usosi, broniąc swoje tytuły. W następnym tygodniu, odbyła się walka Sheamusa z Solo Sikoą, gdzie walkę po 11 minutach wygrał członek The Bloodline. W walce wieczoru tej samej tygodniówki, Kevin Owens i John Cena pokonali Romana Reignsa i Samiego Zayna. W następnym tygodniu na odcinku SmackDown, Owens wyzwał Reignsa na walkę o niekwestionowane mistrzostwo WWE Universal na Royal Rumble, a Reigns zaakceptował wyzwanie, a na tej samej tygodniówce The Usos obronili niekwestionowane mistrzostwo WWE Tag Team przeciwko McIntyre’owi i Sheamusowi.
W następnym odcinku SmackDown, odbył się finał turnieju Smackdown World Cup, którego zwycięzcą został Ricochet, pokonując w finale Santosa Escobara, zdobywając tym samym walkę o mistrzostwo Interkontynentalne przeciwko Guntherowi. W następnym tygodniu, doszło do podpisania kontraktu na walkę, a po tym odbył się Six-man Tag Team match, gdzie po stronie pretendenta staneli The New Day (Kofi Kingston i Xavier Woods), a po stronie mistrza, pozostali członkowie Imperium (Ludwig Kaiser i Giovanni Vinci), a walka zakończyła się zwycięstwem New Day i Ricocheta. W następnym tygodniu, odbyła się walka o mistrzostwo Interkontynentalne pomiędzy Guntherem a Ricochetem, która wygrał mistrz, broniąc swój tytuł. W następnym tygodniu, odbył się świąteczny Miracle on 34th Street Fight pomiędzy Braunem Strowmanem i Ricochetem, a Imperium (Ludwig Kaiser i Giovanni Vinci), gdzie walkę wygrali face’owie. W następnym tygodniu, Braun Strowman przerwał Imperium w im promie i powiedział, że Gunther nie pokonał go i zażądał walki o mistrzostwo Interkontynentalne, a następnie wywiązał się brawl, który zakończył się interwencją Ricocheta i rozdzieleniem, a walka o tytuł została ogłoszona, że odbędzie się za dwa tygodnie. W walce która odbyła się 13 stycznia, po 18 minutach wygrał Gunther pokonując Strowmana.
Także na SmackDown, odbywa się walka Shayny Baszler z Emmą, gdzie szybko wygrała Baszler. Po walvce, Emmie pomogła Shotzi oraz Raquel Rodriguez, zmuszając Baszler do odwrotu. W następnym tygodniu, Ronda Rousey i Shayna Baszler zaatakowały Shotzi na parkingu, kontuzjując jej ręke. Później na tym samym odcinku, Liv Morgan i Tegan Nox pokonały Rousey i Baszler, po odwróceniu uwagi przez Raquel Rodriguez. W następnym tygodniu, Raquel Rodriguez na zapleczu podczas udzielania wywiadu, została zaatakowała przez Rousey i Baszler. W następnym tygodniu, odbył się Gauntlet match, którego zwyciężczyni zdobędzie walkę o mistrzostwo kobiet SmackDown przeciwko Rondzie Rousey w następnym tygodniu. Gauntlet match wygrała Raquel Rodriguez, pokonując Emmę, Liv Morgan, Shaynę Baszler, Sonyę Deville, Tegan Nox i Xię Li. W następnym tygodniu, odbyła się walka Ronda Rousey kontra Raquel Rodriguez o mistrzostwo kobiet SmackDown, gdzie walkę wygrała Rousey, a po walce na walkę o tytuł wyzwała ją powracająca Charlotte Flair i Flair szybko pokonała Rousey, zdobywając tytuł po raz siódmy. W następnym tygodniu, Charlotte Flair broniła tytułu przeciwko Sonyi Deville, gdzie po mniej niż 9 minutach wygrała Flair. W następnym tygodniu, Sonya Deville zażadała od Adama Pearce’a walki o mistrzostwo kobiet SmackDown, jednak Pearce odmówił, a nasepnie na zapleczu doszło do bójki pomiędzy Flair a Deville. W następnym tygodniu, Deville przerwała promo Flair, a po wyjściu Pearce’a na arenę Deville uderzyła Flair i uciekła z ringu. W następnym tygodniu, w segmencie na zapleczu, Flair postanowiła dać Devilee walkę o mistrzostwo kobiet SmackDown, a Pearce ogłosił, że walka odbędzie się w następnym tygodniu.
Także na najbliższym SmackDown, Damage CTRL (Bayley, Dakota Kai i Iyo Sky) dały promo, aby odnieść się do ich przegranej z Team Belair, gdzie z nimi skonfrontowała się Liv Morgan, a w trakcie brawlu, Morgan pomogła powracająca Tegan Nox (w swoim pierwszym występie od czasu zwolnienia z WWE w listopadzie 2021), zmuszając Damage CTRL do odwrotu. Dwa tygodnie później, odbyła się walka o mistrzostwo kobiet Tag Team WWE pomiędzy Damage CTRL (Dakota Kai i Iyo Sky) a Liv Morgan i Tegan Nox, gdzie walkę wygrały mistrzynie.